# Ismundtjärnen
Ismundtjärnen är en sjö i Bräcke kommun i Jämtland och ingår i Indalsälvens huvudavrinningsområde. Sjön har en area på 0,145 kvadratkilometer och ligger 283,7 meter över havet. Sjön avvattnas av vattendraget Sännån (Norån).

## Delavrinningsområde
Ismundtjärnen ingår i det delavrinningsområde (699509-147502) som SMHI kallar för Utloppet av Ismundtjärnen. Medelhöjden är 332 meter över havet och ytan är 2,49 kvadratkilometer. Räknas de 14 avrinningsområdena uppströms in blir den ackumulerade arean 116,03 kvadratkilometer. Sännån (Norån) som avvattnar avrinningsområdet har biflödesordning 2, vilket innebär att vattnet flödar genom totalt 2 vattendrag innan det når havet efter 205 kilometer. Avrinningsområdet består mestadels av skog (73 procent). Avrinningsområdet har 0,14 kvadratkilometer vattenytor vilket ger det en sjöprocent på 5,7 procent.